# Musée archéologique de Gafsa
Le musée archéologique de Gafsa, ouvert le 17 août 1990, est un musée tunisien situé dans la ville de Gafsa, l'antique Capsa, dans le quartier sud de la médina, nommé Guebli-Gafsa ou Houmet-El-Oued.

## Collections
Les collections se répartissent en deux ensembles : une première collection constituée d'outils (en silex et en pierre taillée ou en os ouvragé) d'époque préhistorique rattachés à la culture capsienne ; la seconde rassemble diverses pièces (statuaires, céramiques, mosaïques, etc.) d'époques romaine, byzantine et vandale.

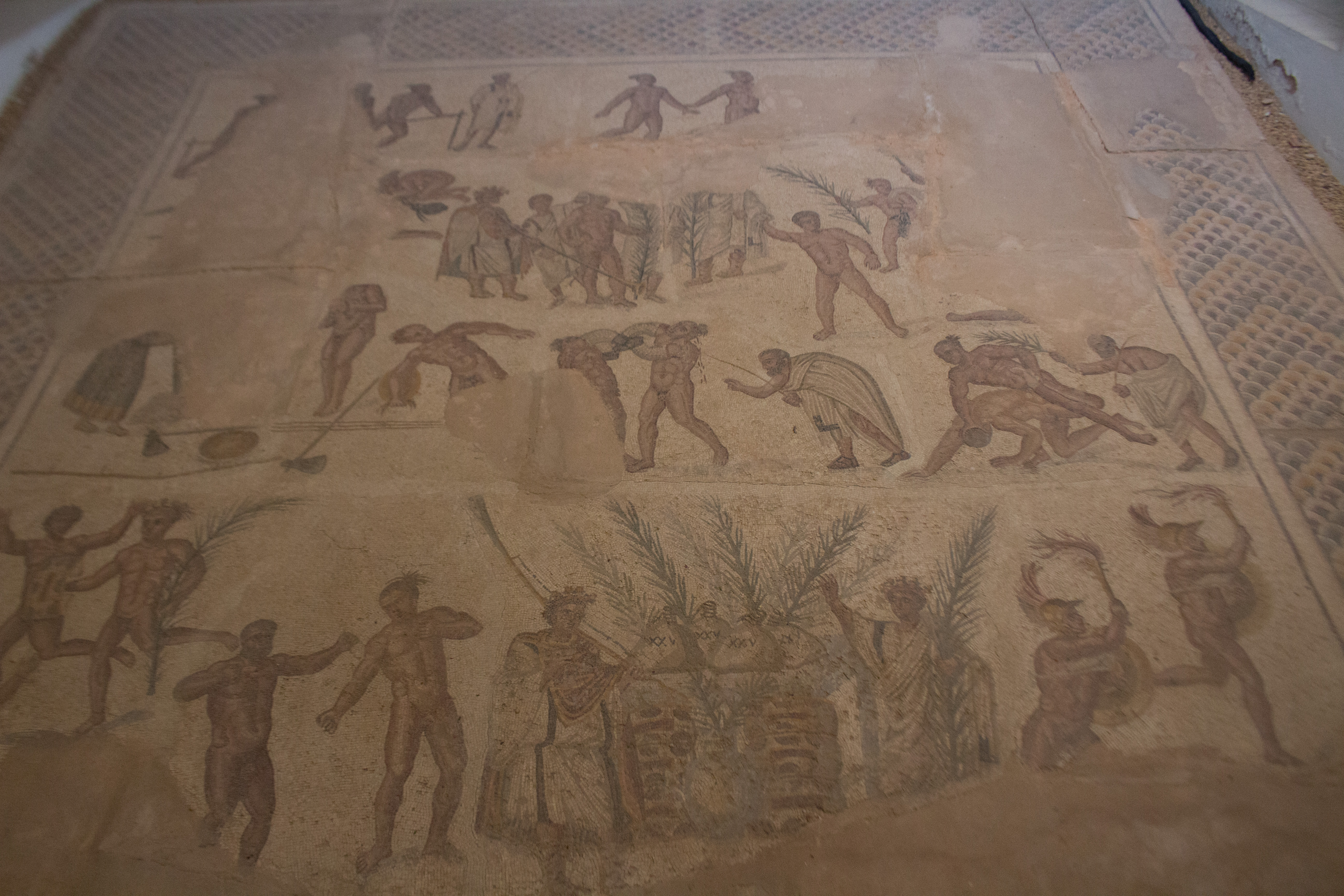
Mosaïque des Jeux athlétiques et de pugilat.

Deux mosaïques en particulier, celle de Vénus à la pêche et celle des Jeux athlétiques et de pugilat, sont « d'une valeur exceptionnelle » selon l'Institut national du patrimoine. Cette dernière, prélevée lors d'une fouille à Talh dans la délégation d'El Guettar à soixante kilomètres de Gafsa et datant du IVe siècle, couvre une surface de 24,3 m2 ; elle présente les différentes activités sportives que l'on pratiquait à l'époque comme le saut, la lutte et l'athlétisme.